# Arterias digitales palmares propias
Las arterias digitales palmares propias son arterias que se originan en las arterias digitales palmares comunes. No presentan ramas.

## Recorrido
Se extienden a lo largo de los lados de las falanges (a lo largo de los lados contiguos de los dedos índice, anular y meñique, descansando cada arteria justo debajo de (o dorsalmente a) su correspondiente nervio digital.
Se anastomosan libremente en el tejido subcutáneo de las puntas de los dedos y mediante pequeñas ramas cerca de las articulaciones interfalángicas.
También emiten un par de ramas dorsales que se anastomosan con las arterias digitales dorsales, e irrigan las partes blandas del dorso de la segunda y tercera falanges, incluyendo la matriz de la uña.
La arteria digital palmar para el lado medial del dedo meñique nace directamente de la arteria cubital a la profundidad del músculo palmar corto, aunque el resto nacen de las arterias digitales palmares comunes.

## Distribución
Distribuyen la sangre hacia los dedos de la mano.

## Imágenes adicionales

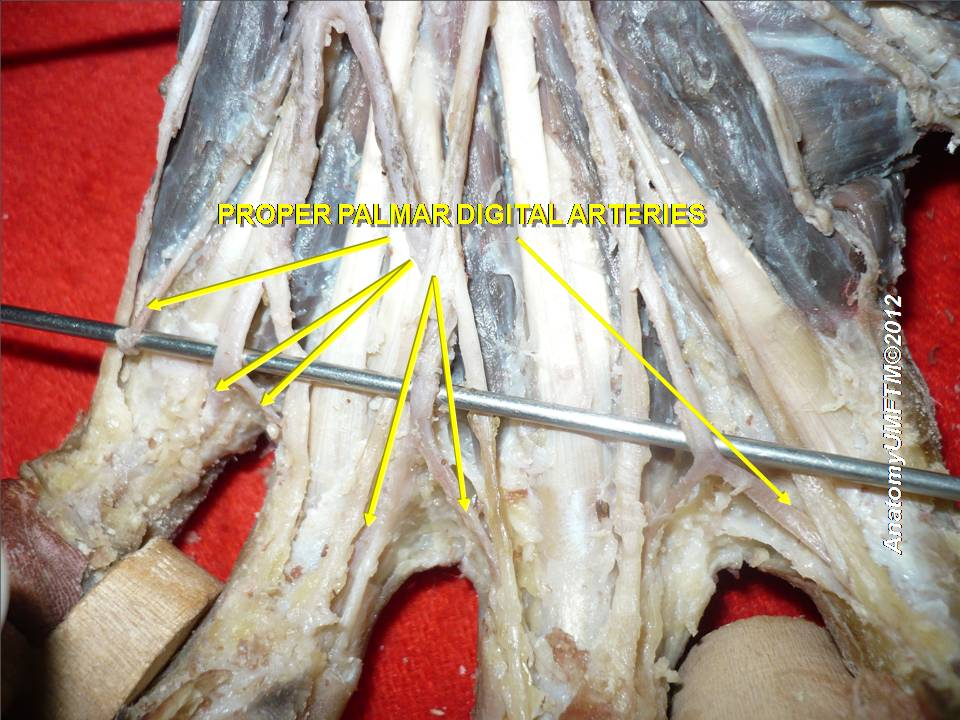
Arterias digitales palmares propias en una disección.